# Клин клином
«Клин клином» (англ. Fire with Fire) — американський кримінальний трилер режисера Девіда Барретта, з Джошем Дюамелем, Розаріо Доусонсом, Вінсентом Д'Онофріо та Брюсом Віллісом у головних ролях. Прем'єра у США відбулася 6 листопада 2012 року.

## Синопсис
Головний герой Джеремі Коулман (Джош Дюамель) — пожежник. Після праці він зайшов у винну крамницю і мимоволі став свідком жорстокого вбивства. Йому дивом вдалося врятувати своє життя. Детектив Майкл Челла (Брюс Вілліс) взявся за розслідування злочину і незабаром вбивця був заарештований. Джеремі має свідчити у суді та впізнати вбивцю. Він потрапляє в програму захисту свідків. Проте адвокати домоглися звільнення злочинця з-під варти. Життя Джеремі та його коханої жінки в небезпеці, оскільки злочинець погрожує йому. Джеремі Коулман змушений взяти правосуддя у свої руки.

## У ролях
- Джош Дюамель — Джеремі Коулмен
- Розаріо Доусон — Талія Даргем[3]
- Брюс Вілліс —  Майк Челла
- Вінсент Д'Онофріо — Девід Гейґен
- Вінні Джонс — Бойд
- 50 Cent — Ламар[3]
- Джуліен Макмайон — Роберт
- Річард Шифф — Гарольд Гетерс
- Бонні Соммервіллем — Карен Вестлейк
- Ерік Вінтер — Адам
- Кевін Данн — Кальвін Малленс, агент
- Квінтон Джексон — Воллес[3]
- Джеймс Лежер — Крейґ

## Цікаві факти
- Криміналісти носять форму з реальним написом «CSU» («Crime Scene Unit»), а не «CSI», як це прийнято на екрані.